# Koyungölü
Koyungölü ist ein Dorf (Köy) im Landkreis Ovacık der türkischen Provinz Tunceli. Im Jahre 2011 lebten in Koyungölü 350 Menschen.